# Tandad sikelvinge
Tandad sikelvinge, Falcaria lacertinaria, är en fjärilsart som beskrevs av Carl von Linné 1758. Tandad sikelvinge ingår i släktet Falcaria och familjen sikelvingar. Arten är reproducerande i Sverige. Inga underarter finns listade i Catalogue of Life.

## Bildgalleri

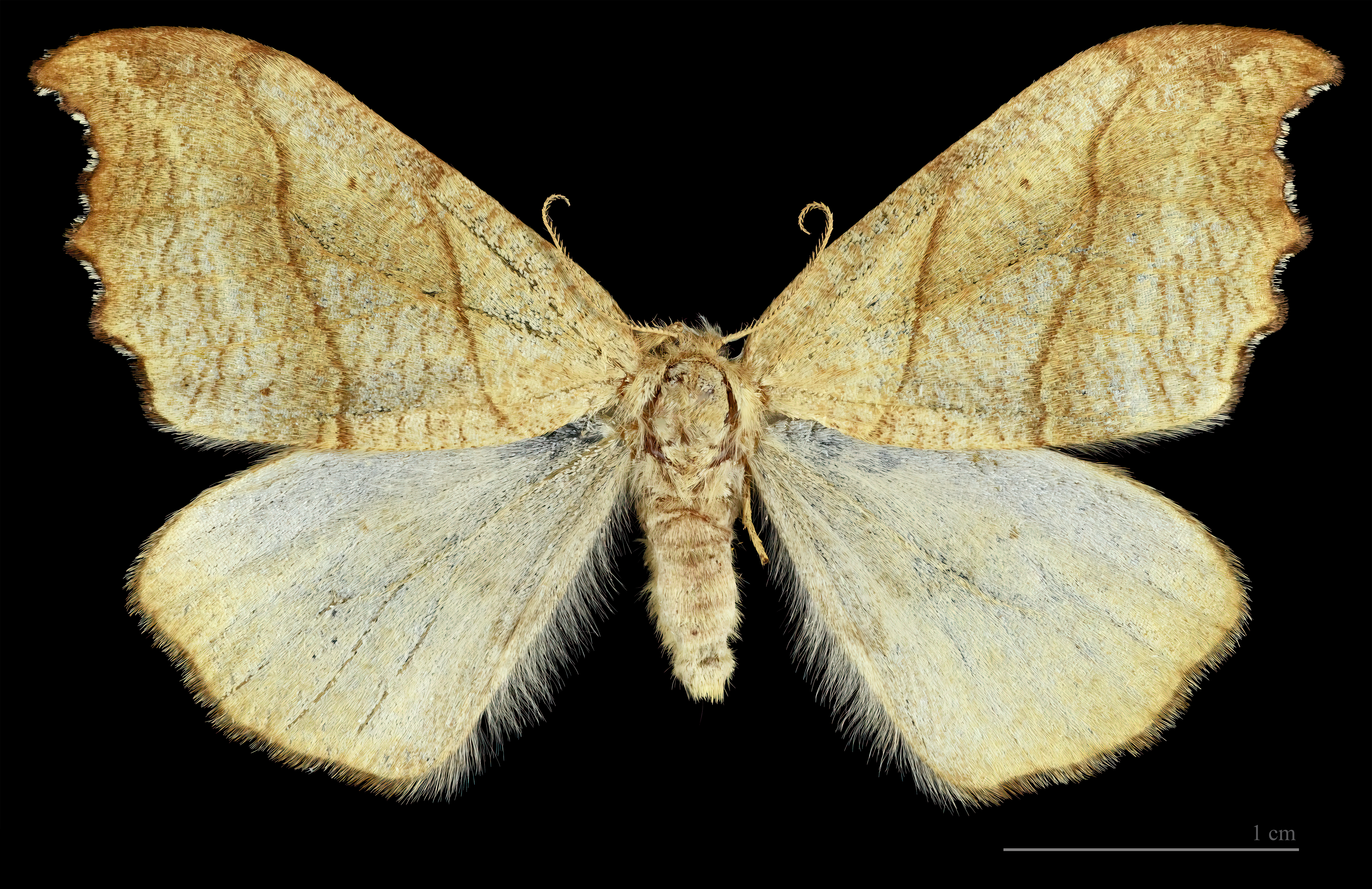
hona
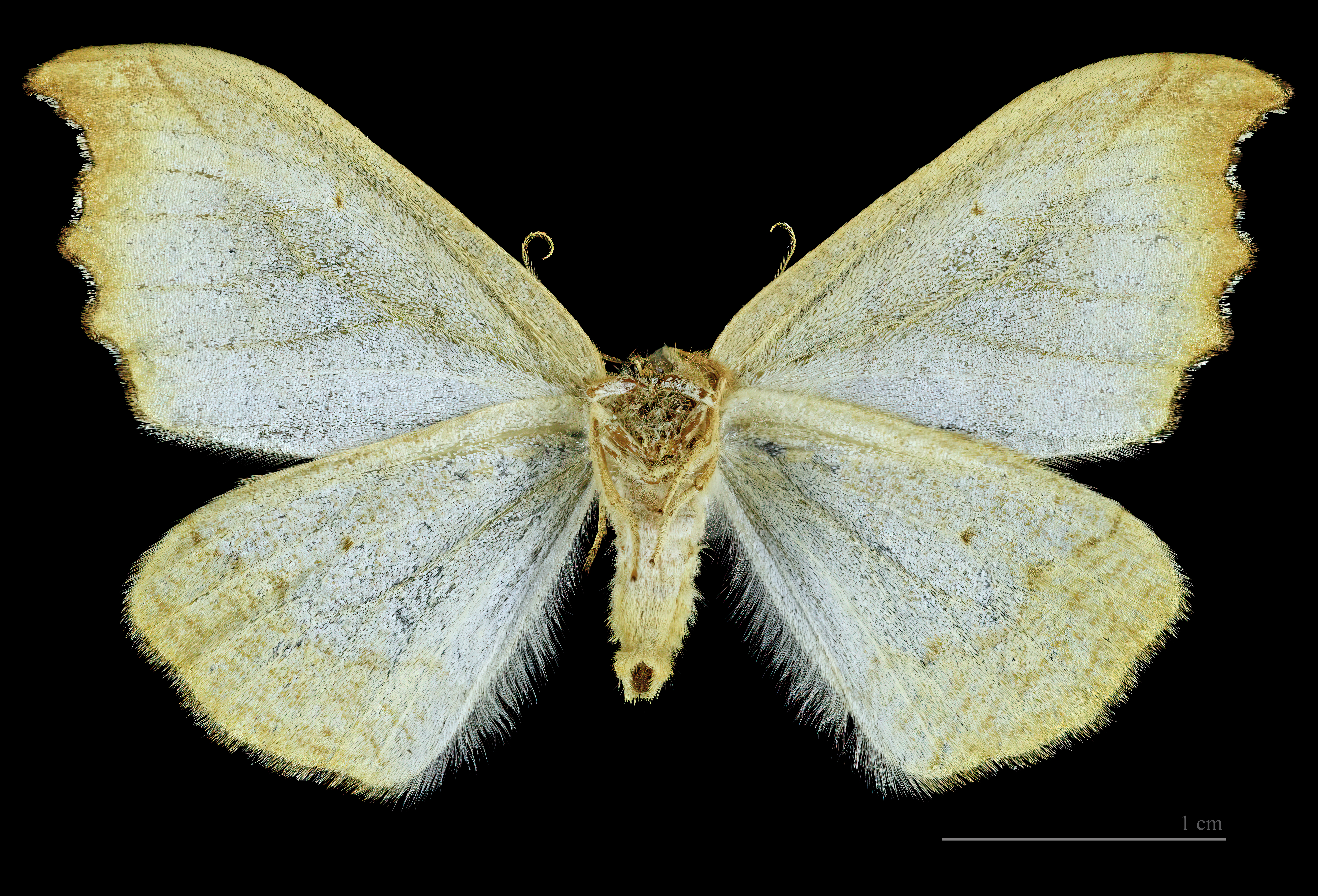
hona, undersida
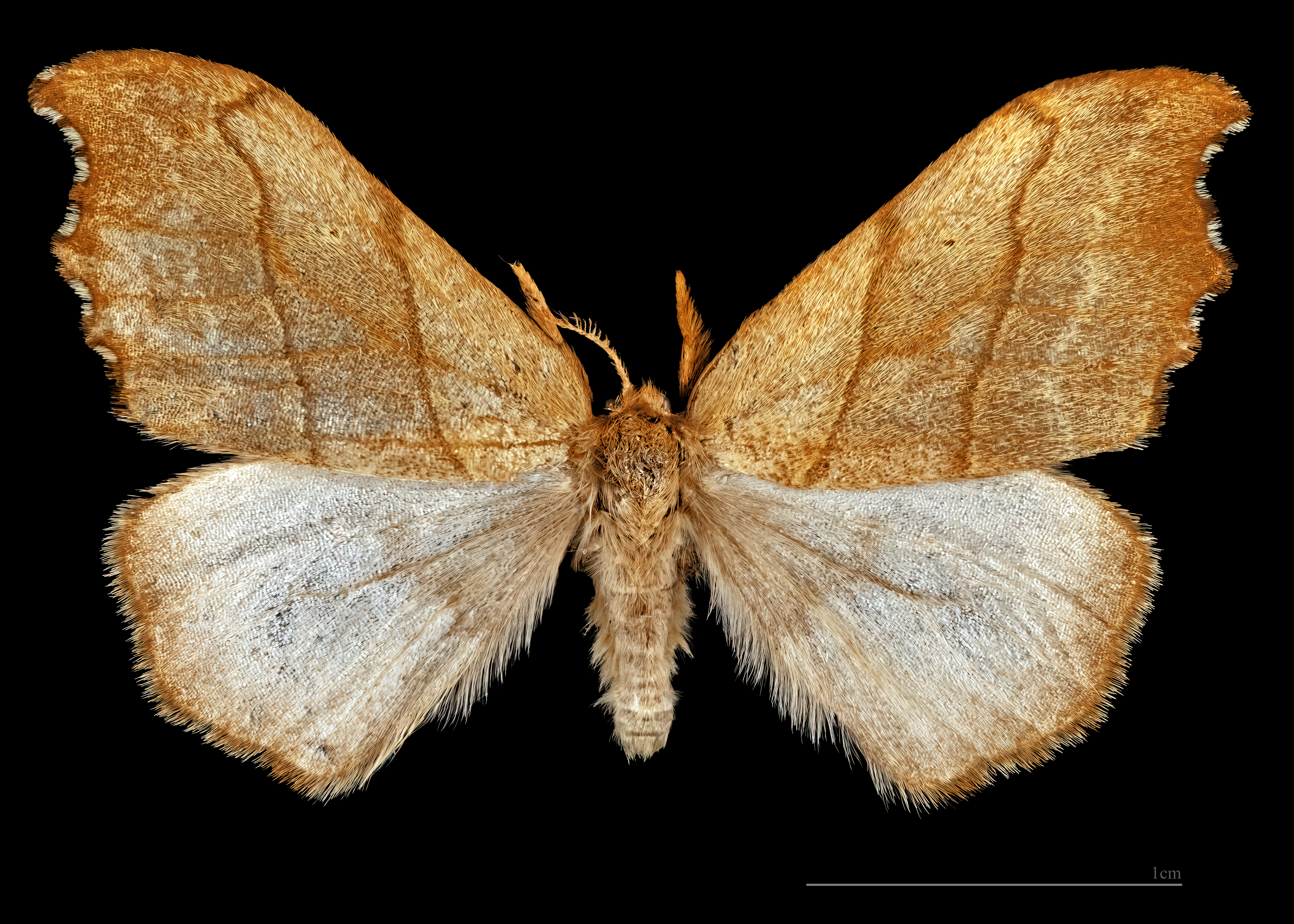
hane
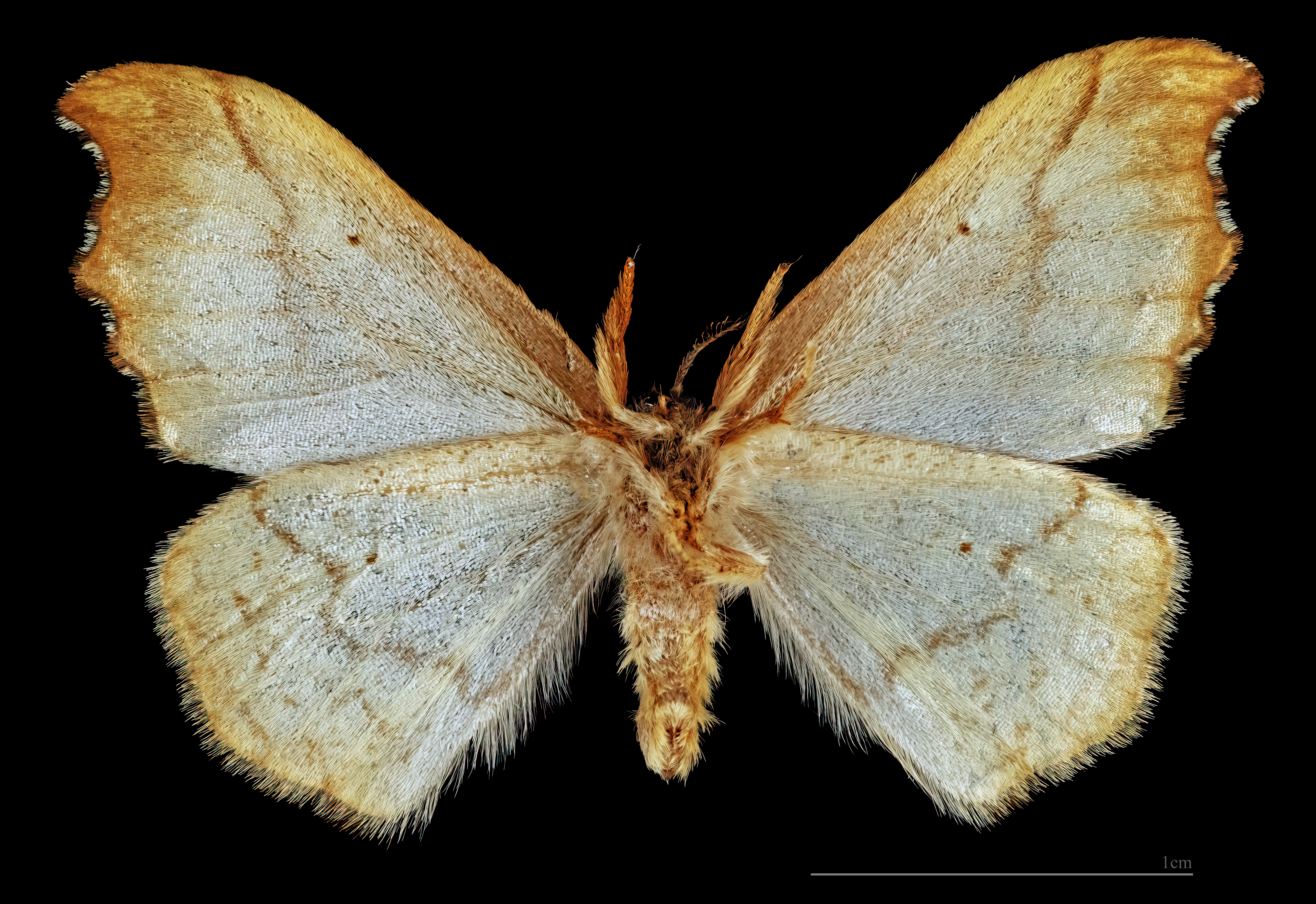
hane, undersida
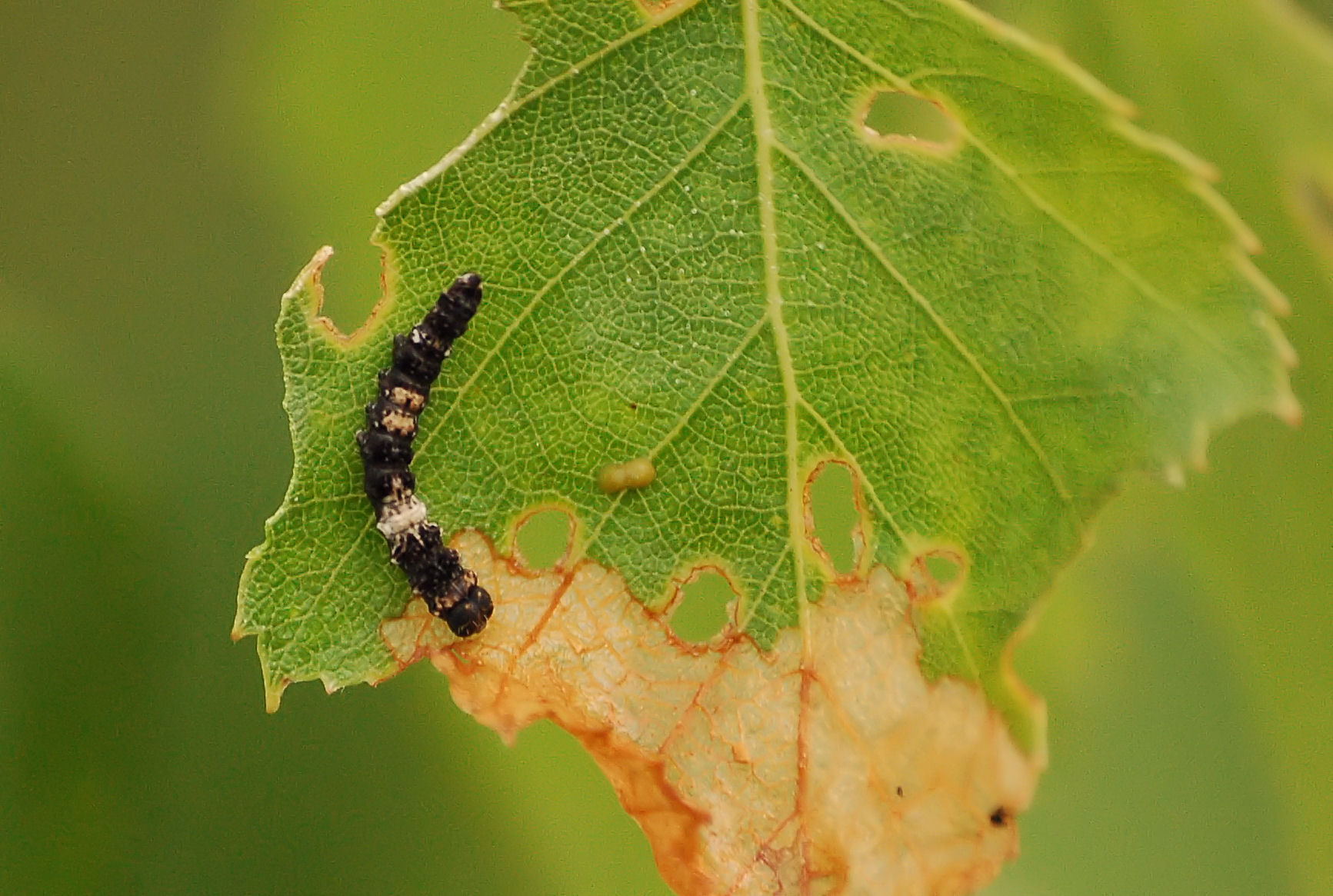
ung larv
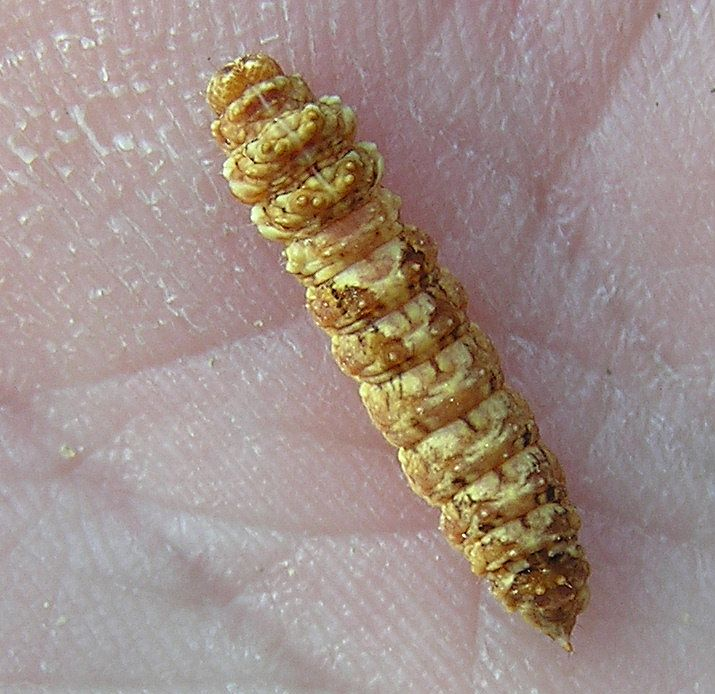
äldre larv